# Grijsbuikwaaierstaart
De grijsbuikwaaierstaart (Rhipidura albolimbata) is een zangvogel uit de familie Rhipiduridae (waaierstaarten). De soort werd voor het eerst geldig gepubliceerd door Salvadori in 1874.

## Verspreidingsgebied
De soort is endemisch in Nieuw-Guinea.

## Status
De grootte van de populatie is niet gekwantificeerd maar de soort wordt omschreven als doorgaans algemeen. Op de Rode lijst van de IUCN heeft deze soort de status niet bedreigd.